# Hõbeda
Koordinaten: 59° 24′ N, 26° 5′ O
Hõbeda (deutsch Hoebbet bzw. Höbbet) ist ein Dorf (estnisch küla) in der Landgemeinde Kadrina (Kadrina vald) im  estnischen Landkreis Lääne-Virumaa.
Das Dorf hatte im Jahr 2007 73 Einwohner.

## Persönlichkeiten
Berühmtester Sohn des Ortes ist der deutschbaltische Mediziner, Entdecker und Forschungsreisende Karl Espenberg (1761–1822), der in Hõbeda geboren wurde. Er begleitete unter anderem von 1803 bis 1806 Adam Johann von Krusenstern als Schiffsarzt bei dessen Weltumsegelung.